# Gerhard Reischl
Gerhard Reischl (ur. 17 lipca 1918 w Monachium, zm. 16 kwietnia 1998 w Bonn) – niemiecki polityk i prawnik, parlamentarzysta krajowy i europejski, sekretarz stanu (1969–1971), rzecznik generalny Europejskiego Trybunału Sprawiedliwości (1973–1981).

## Życiorys
Po ukończeniu gimnazjum od 1937 studiował prawo na Uniwersytecie Ludwika i Maksymiliana w Monachium, działał w korporacji Cimbria München. Naukę na pewien czas przerwała wojna, Reischl osiągnął w Wehrmachcie rangę lejtnanta rezerwy i przebywał we francuskiej niewoli w Afryce. Po powrocie ukończył studia, zdając pierwszy (1948) i drugi (1951) egzamin państwowy, a w 1950 obronił doktorat poświęcony prawu wyborczemu Republiki Weimarskiej. Od 1951 orzekał jako asesor sądowy i sędzia w Monachium. Pomiędzy 1955 a 1958 zatrudniony w kancelarii landu Bawaria i w jego przedstawicielstwie przy władzach federalnych, następnie od 1958 do 1961 orzekał w sądzie regionalnym (Oberlandesgericht) w Monachium. Od 1982 honorowy profesor Uniwersytetu Kraju Saary.
W 1937 przyjęty do Narodowosocjalistycznej Niemieckiej Partii Robotników. Wstąpił do Socjaldemokratycznej Partii Niemiec. Zasiadał w radzie Unterpfaffenhofen (część Germering) i radzie powiatu Fürstenfeldbruck. W latach 1961–1972 pozostawał deputowanym Bundestagu, równocześnie od 1971 do 1973 oddelegowany do Parlamentu Europejskiego. Od października 1969 do maja 1971 sekretarz stanu w Federalnym Ministerstwie Finansów. Od października 1973 do stycznia 1981 był niemieckim rzecznikiem generalnym przy Europejskim Trybunale Sprawiedliwości. 

## Odznaczenia
W 1984 odznaczony Wielkim Krzyżem Zasługi z Gwiazdą Orderu Zasługi Republiki Federalnej Niemiec.